# St. Ludger (Düsseldorf-Bilk)

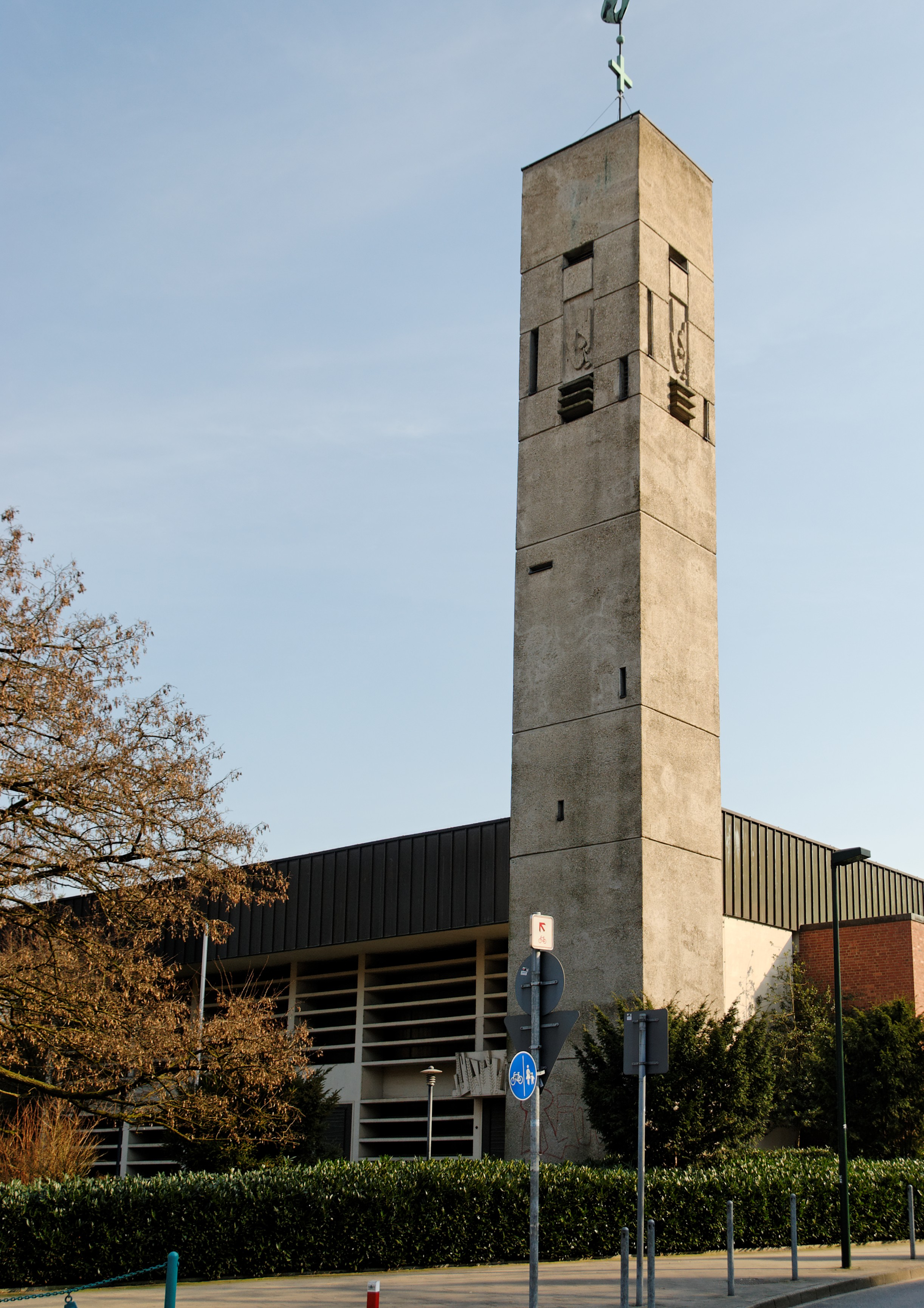
St. Ludger

St. Ludger ist eine katholische Kirche im Düsseldorfer Stadtteil Bilk. Sie befindet sich am Merowingerplatz. Sie war von 2008 bis 2022 die Kirche der Katholischen Hochschulgemeinde.

## Geschichte
Das Rektorat wurde 1960 errichtet. Im Jahr 1961 wurde dann der Kölner Architekt Erwin Schiffer (1927–2001) beauftragt, eine Kirche zu erbauen. Der Bau erfolgte in den Jahren 1963 bis 1964. Am 20. Dezember 1964 wurde St. Ludger schließlich geweiht. Im Jahr darauf wurde das Pfarrheim fertiggestellt, 1974 die Rektoratsgemeinde zur Pfarrei erhoben. In den Jahren 1978 bis 1980 fand dann bereits eine umfangreiche Sanierung statt. 2008 wurde die Kirche für die Bedürfnisse der Hochschulgemeinde umgebaut.

## Architektur

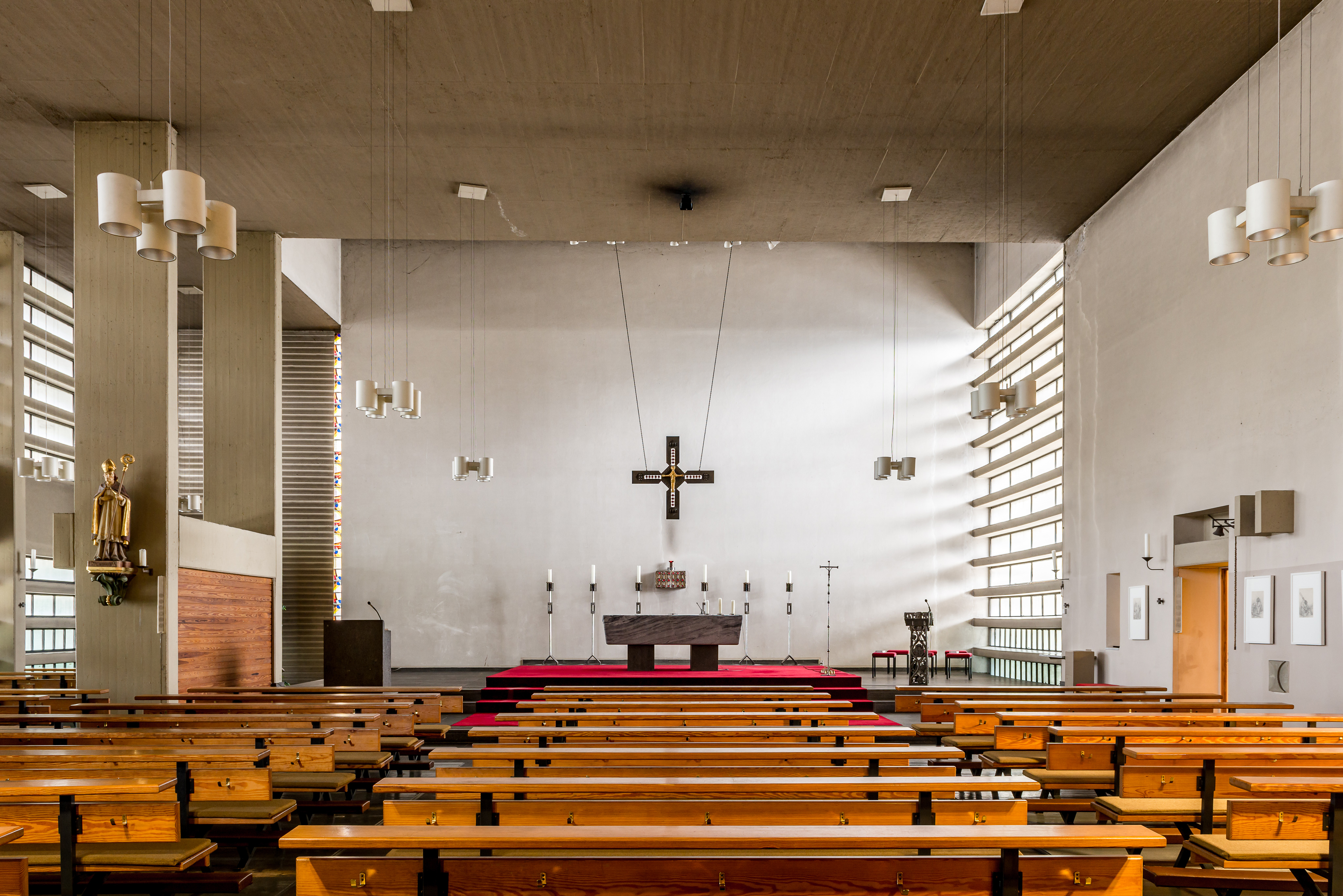
Kirchenraum von St. Ludger in Düsseldorf-Bilk

St. Ludger ist weitgehend aus Sichtbeton gebaut. Die Kirche ist durch das Seitenschiff geprägt, das aus einer quaderförmigen Halle besteht. Die Fensteröffnungen des Kirchenschiffs gehen vom Boden bis zur Decke und ziehen sich die komplette Längsseite des Kirchenschiffs entlang. Besonders auffällig sind die lamellenartigen Fensterstrukturen aus Beton, sogenannte Brise-Soleil-Elemente, wie sie von Le Corbusier als Sonnenschutz entwickelt wurden.
Der Turm steht frei. Er hat einen quadratischen Grundriss und besteht aus Sichtbeton. Die Geläutöffnungen sind asymmetrisch angeordnet.

## Orgel

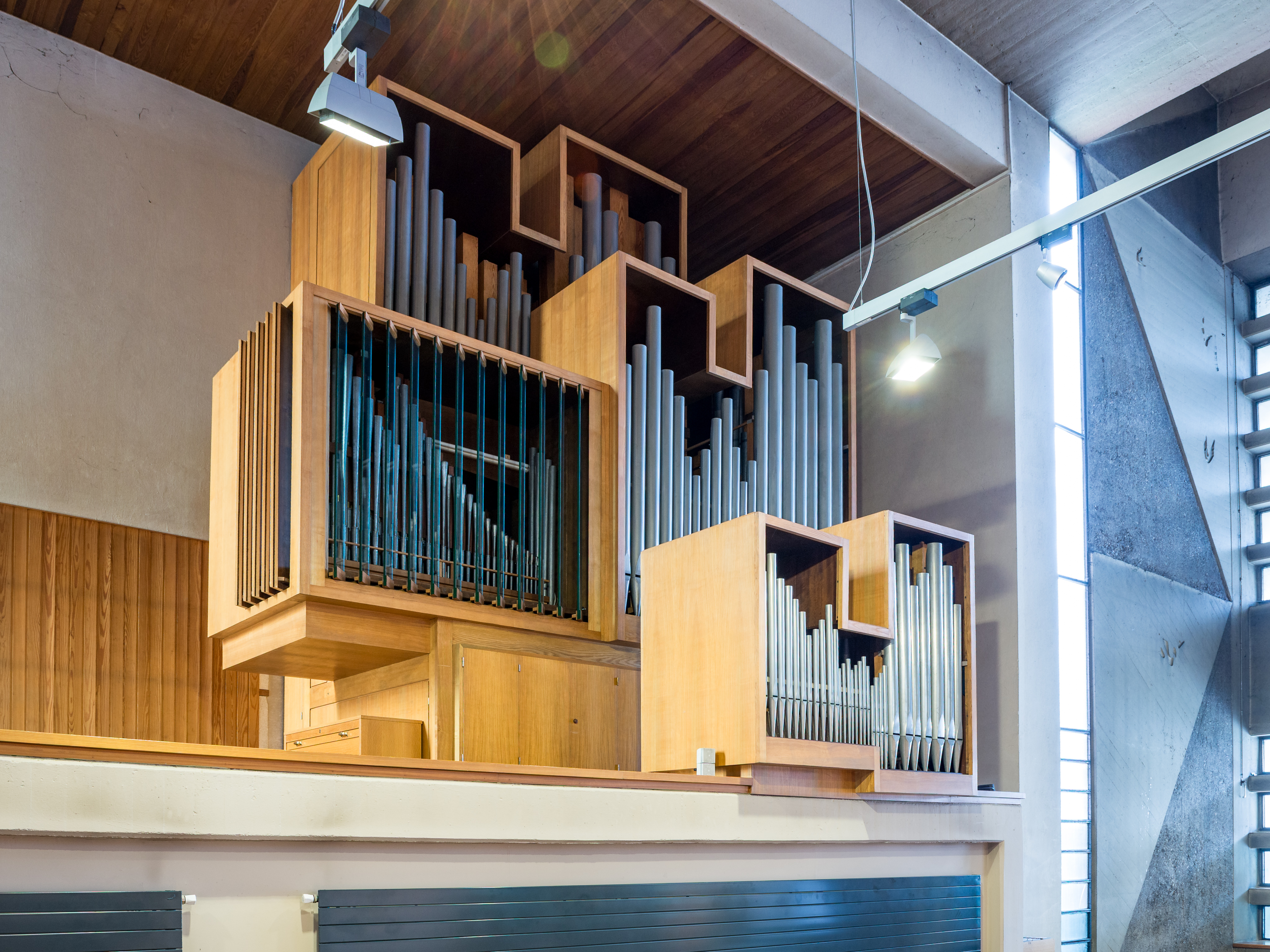
Orgel

Die Orgel wurde 1971 von der Firma Gebr. Oberlinger, Windersheim errichtet. Das Schleifladeninstrument hat 33 Register auf drei Manualen und Pedal. Die Spieltrakturen sind mechanisch, die Registertrakturen elektrisch.
Die Disposition lautet:
| I Rückpositiv C–g3 |             |       |
| 1.                 | Holzgedackt | 8′    |
| 2.                 | Koppelflöte | 4′    |
| 3.                 | Prinzipal   | 2′    |
| 4.                 | Sifflöte    | 1 ⁄3′ |
| 5.                 | Scharff IV  |       |
| 6.                 | Vox humana  | 8′    |
|                    | Tremulant   |       |

| II Hauptwerk C–g3 |                     |       |
| 7.                | Gedacktpommer       | 16′   |
| 8.                | Principal           | 8′    |
| 9.                | Rohrflöte           | 8′    |
| 10.               | Oktave              | 4′    |
| 11.               | Kleingedackt        | 4′    |
| 12.               | Schwegel            | 2′    |
| 13.               | Mixtur IV–VI        | 1 ⁄3′ |
| 14.               | Klingende Zimbel IV |       |
| 15.               | Trompete            | 8′    |

| III Schwellwerk C–g3 |               |        |
| 16.                  | Hohlpfeife    | 8′     |
| 17.                  | Salicional    | 8′     |
| 18.                  | Holzprinzipal | 4′     |
| 19.                  | Nasat         | 2 ⁄3′  |
| 20.                  | Waldflöte     | 2′     |
| 21.                  | Terz          | 1 3⁄5′ |
| 22.                  | Oktävlein     | 1′     |
| 23.                  | Scharff V     | 8′     |
| 24.                  | Holzdulzian   | 16′    |
| 25.                  | Oboe          | 8′     |

| Pedal C–f1 |                 |     |
| 26.        | Prinzipalbass   | 16′ |
| 27.        | Subbass         | 16′ |
| 28.        | Oktavbass       | 8′  |
| 29.        | Gedacktbass     | 8′  |
| 30.        | Gemshorn        | 4′  |
| 31.        | Rauschpfeife VI |     |
| 32.        | Posaune         | 16′ |
| 33.        | Schalmey        | 4′  |

- Koppeln: I/II, III/I, III/II, I/P, II/P, III/P
- Spielhilfen: 3 freie Kombinationen, 1 Pedalkombination, 5 Setzerkombinationen